# Estische Muziek- en Theateracademie
De Estische Muziek- en Theateracademie (Eesti Muusika- ja Teatriakadeemia, EMTA) is een hogeronderwijsinstelling op het gebied van muziek en theater in Tallinn. De academie werd opgericht in 1919, toen nog uitsluitend voor muziekonderwijs. Tussen 1938 en 1940 werd er voor het eerst kortstondig ook theateronderwijs gegeven en sinds 1957 gebeurt dat onafgebroken. Sinds 2005 draagt de instelling haar huidige naam. Tot de alumni van de academie behoren dirigenten als Tõnu Kaljuste en Eri Klas en componisten als Arvo Pärt, Lepo Sumera en Erkki-Sven Tüür.

## Geschiedenis
De academie ging in 1919 van start als Hogere Muziekschool van Tallinn (Tallinna Kõrgem Muusikakool). Het initiatief tot de oprichting ging uit van het koor van het cultuurgenootschap Estonia. Het Genootschap Estonia was dan ook de oprichtende instantie en de openingsplechtigheid vond plaats in zijn Estoniatheater. Bij het docentenkorps sloten zich algauw Estische musici aan die tot dan toe in Rusland hadden gewerkt, zoals Artur Lemba vanuit Sint-Petersburg en Artur Kapp vanuit Astrachan. In 1923 ging de school conservatorium heten en in 1935 werd het een staatsinstelling. In de Sovjet-jaren bleef de academie onder uiteenlopende namen bestaan.
In 2006 besloot het parlement gelijktijdig tot de bouw van nieuwe onderkomens voor drie belangrijke cultuurinstellingen: het kunstmuseum KUMU, het Nationaal Museum en de muziekacademie, die in 1993 Estische Muziekacademie (Eesti Muusikaakadeemia) was gaan heten. In 1999 was de nieuwbouw van de academie gedeeltelijk voltooid, maar het gehele complex werd pas in 2019, bij de honderdste verjaardag van de instelling, in gebruik genomen. In dat jaar kwamen concertzaal en de black box gereed.

## Afdelingen
De academie is onderverdeeld in vier afdelingen:
- muziekinterpretatie (waaronder de opleidingen voor afzonderlijke instrumenten, voor zang en voor directie)
- compositie, improvisatorische muziek (waaronder jazz en volksmuziek) en eigentijdse uitvoerende kunsten
- muziekwetenschap, muziekpedagogiek en cultuurmanagement
- podiumkunst

## Ensembles
De muziekacademie beschikt over een eigen orkest (het EMTA-symfonieorkest), een kamerorkest (het EMTA-sinfonietta) en een koor (het EMTA-koor). Het orkest en het koor hebben een lange traditie en traden geregeld op in het buitenland. Het orkest staat onder leiding van hoogleraar orkestdirectie Paul Mägi en klarinet-hoogleraar Toomas Vavilov. Het koor staat onder leiding van Tõnu Kaljuste. Het EMTA-sinfonietta wordt op projectbasis samengesteld.